# Pont de Vekaransalmi
Le pont de Vekaransalmi (finnois : Vekaransalmen silta) est un pont routier à Sulkava en Finlande.

## Présentation
Le pont de Vekaransalmi est un pont sur la route régionale 438, enjambant le détroit Vekaransalmi du lac Saimaa.
Lorsque le pont a ouvert le 16 octobre 2019, il a remplacé le traversier de Vekaransalmi.
Le pont mesure 639 mètres de long, ce qui en fait le cinquième pont le plus long de Finlande.
Le pont mesure 9,5 mètres de large et sa hauteur de passage souterrain est de 24,5 mètres.
Le pont est un pont à poutres d'acier avec un tablier en béton et une structure composite. Sa construction a été financée par l'Agence finlandaise des transports. Le pont transporte 800 à 900 voitures par jour.
Environ un millier de bateaux passent sous le pont chaque année.

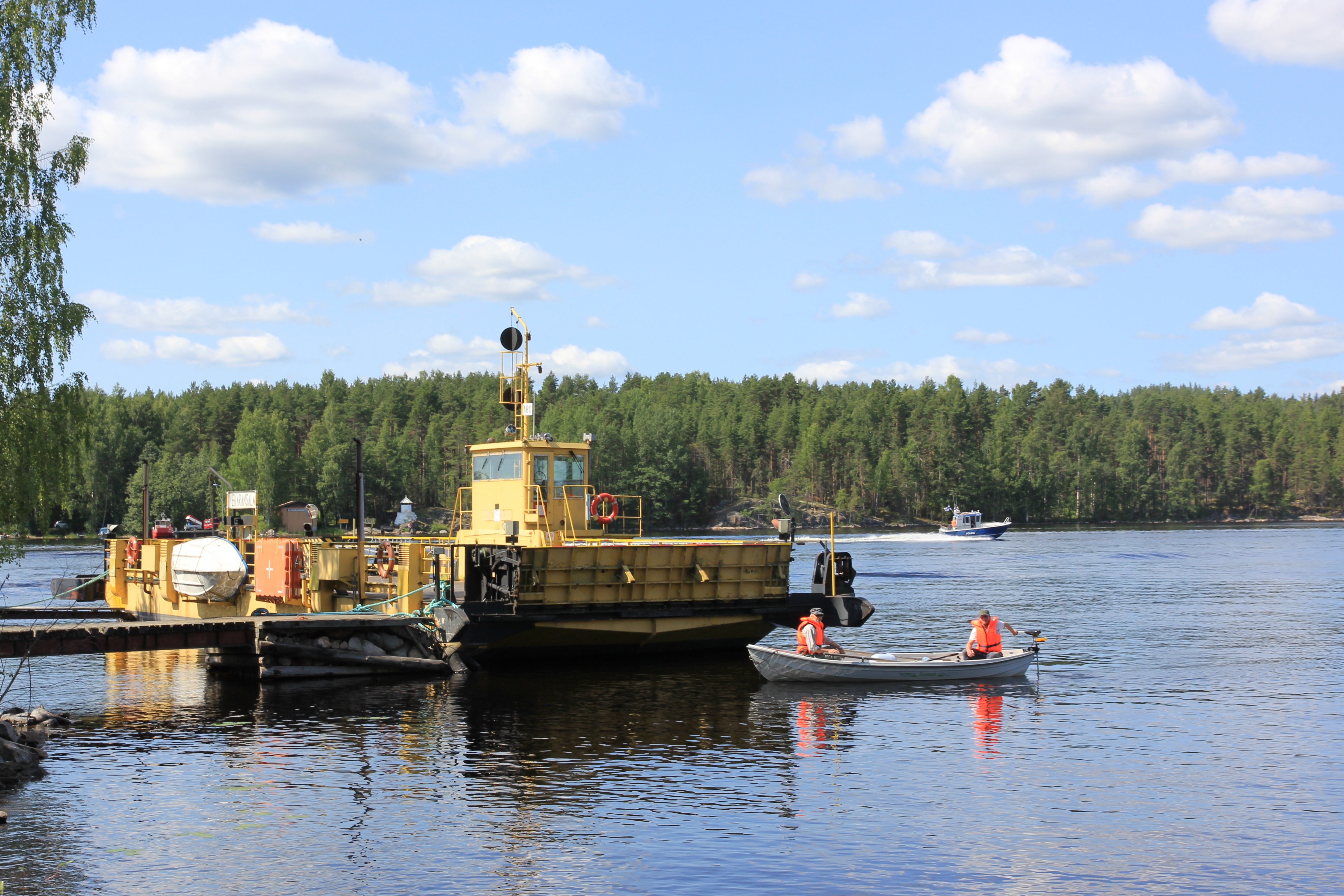
Traversier de Vekaransalmi.

## Prix du pont de l'année 2020
Le pont a été élu pont de l'année 2020 en Finlande par l'association finlandaise des ingénieurs en génie civil (RIL).